# Артёмово (Артёмовская волость)
Артёмово — деревня в Невельском районе Псковской области России. Входит в состав Артёмовской волости. 

## География
Расположена в 13 км к юго-востоку от города Невель и в 1 км к востоку от озера Завережье.

## Население
| 2001 | 2002 | 2010 |
| ---- | ---- | ---- |
| 154  | ↘147 | ↗150 |

Численность населения деревни по оценке на начало 2001 года составляла 154 человека.